# موريس إل. كوهن
موريس إل. كوهن (بالإنجليزية: Morris L. Cohen)‏ هو محامي أمريكي، ولد في 2 نوفمبر 1927 في ذا برونكس في الولايات المتحدة، وتوفي في 18 ديسمبر 2010 في نيو هيفن في الولايات المتحدة بسبب ابيضاض الدم.